# Jean-Patrice O'Sullivan
Jean-Patrice O'Sullivan de Grass (Brussel, 31 januari 1776 - 19 december 1846) was een Zuid-Nederlands edelman van Ierse afkomst.

## Levensloop
De familie O'Sullivan was trouw gebleven aan de Stuartmonarchie. Na de nederlaag van koning James II vluchtten verschillende leden van de familie uit Engeland en vestigden zich op het continent, onder meer in Oostende.
Denis O'Sullivan (Kilgarvan, Ierland, 16 augustus 1731 - Praag, 1801) trouwde in 1766 in Gent met Elisabeth Cantillon en werd advocaat in Brussel. Hun zoon Jean-Patrice trouwde in 1797 met Charlotte de Grass (°Bergen, 1776), dochter van Charles-François-Louis de Grass en Marie-Thérèse-Joséphine de Séovaud. Hij kreeg vergunning om zijn familienaam uit te breiden met de Grass. In de wandel noemde hij zich zelfs O'Sullivan de Grass de Séouvaud.
In 1816, onder het Verenigd Koninkrijk der Nederlanden, werd hij in de erfelijke adel opgenomen en benoemd in de Ridderschap van West-Vlaanderen. Hij werd raadsheer bij de Raad van State.
Zijn zoon, graaf (1847) Alphonse O'Sullivan de Grass (1798-1866), was gedurende dertig jaar Belgisch ambassadeur in Wenen. Hij kreeg in 1838 de titel baron en in 1847 de titel graaf, telkens overdraagbaar op alle afstammelingen die de naam dragen. De familie is uitgestorven.